# Aron Haber Beron

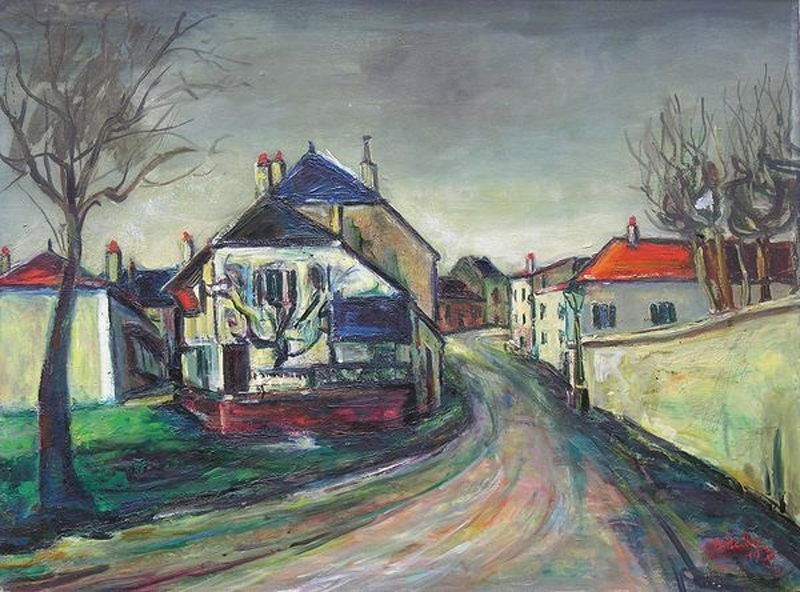
Uliczka wiejska, 1933, olej na płótnie

Aron Haber Beron (wł. Aron Haber) (ur. 1908 w Łodzi, zm. 1933 tamże) – polski malarz pochodzenia żydowskiego.
Miał talent plastyczny, jego brat Tevie wyjechał do Francji i zabrał ze sobą kilka rysunków i grafik Arona, które pokazał w Paryżu handlarzowi dziełami sztuki Leopoldowi Zborowskiemu. Ten postanowił sprowadzić do Francji uzdolnionego rysownika, podpisał z Aronem umowę, według której handlarz kupuje całą jego twórczość. Ponieważ obaj bracia Haber byli malarzami, Aron przyjął przydomek Beron. Był stałym bywalcem Luwru, jednak dwa lata po przybyciu do Paryża zaczął chorować psychicznie. Lekarze zalecili zmianę otoczenia i Aron Haber Beron wyjechał na kurację do La Ciotat, skąd powrócił pozornie wypoczęty i zregenerowany. Ponownie zaczął regularnie bywać w Luwrze, ale podczas jednej z wizyt dostał ataku choroby i został zamknięty w paryskim szpitalu psychiatrycznym św. Anny. Leopold Zborowski odwiedził artystę w szpitalu, a następnie przeniósł go do prywatnej kliniki, gdzie Aron Haber mógł tworzyć. Ponieważ objawy choroby zaczynały się nasilać, Zborowski przekonał młodego artystę do powrotu do rodzinnej Łodzi. Haber tworzył w Polsce, a swoje prace wysyłał do Paryża, gdzie Leopold Zborowski pokazywał je krytykowi René Gimpelowi, który był nimi zachwycony, kupił kilka z nich i postanowił wypromować ich twórcę. W tym czasie jednak wskutek choroby Aron Haber zaczął odmawiać przyjmowania pokarmów i umarł z głodu mając 25 lat.